# Karl Böhm
Pour les articles homonymes, voir Böhm.
Ne doit pas être confondu avec Carl Bohm.
Répertoire
opéra, symphonie, concerto
Karl August Leopold Böhm (prononcer « Beume ») est un chef d'orchestre autrichien, né le 28 août 1894 à Graz et mort le 14 août 1981 à Salzbourg.

## Biographie

### Formation
Né d'un père juriste, frustré par une carrière de baryton ratée, Karl Böhm est obligé de se destiner à apprendre le droit à Graz. Néanmoins, dès le collège, entre les cours, il se cache dans les coulisses de l'opéra pour écouter les répétitions et étudie la musique et le piano, au Conservatoire de musique de Graz, puis à Vienne, où il travaille avec Guido Adler et Eusebius Mandyczevski un ami de Brahms, entre 1913 et 1914.
Pendant la guerre Böhm est blessé et se trouve affecté au poste de co-répétiteur (Korrepetitor) au théâtre de Graz et décide de devenir chef d'orchestre, sans jamais prendre une seule leçon de direction. Nommé ensuite chef de chant (Kapellmeister), il dirige son premier opéra en 1917, un ouvrage de Victor Nessler, puis Le Vaisseau fantôme et le théâtre lui confie de plus en plus d'ouvrages. Il obtient son doctorat en droit en 1919, ce qui lui vaut d'être appelé « Herr Doktor » par les musiciens. Il est nommé second chef la même année et directeur en 1920. En 1921, alors qu'il a monté déjà des ouvrages de Verdi et Puccini, le grand Karl Muck, qui a dirigé trente ans à Bayreuth, l'entend dans Lohengrin et lui propose de lui transmettre tout ce qu'il sait de Wagner.

### Carrière à l'opéra
Il est engagé, en cette même année 1921, par Bruno Walter à l’opéra d’État de Bavière comme chef de troupe et quatrième chef. Pendant six années, il est responsable notamment de Pelléas et Mélisande de Claude Debussy, Gianni Schicchi de Giacomo Puccini, Petrouchka d'Igor Stravinsky, L'Heure espagnole de Maurice Ravel ; Knappertsbusch n'hésite pas à lui laisser la direction de Tristan et même le Ring, de Richard Wagner ; cependant que s'affirment ses prédilections pour Wagner et Mozart, il se sent vite à l'étroit à ce poste. Il le fait savoir, ce qui lui permet de répondre à d'autres propositions au poste de directeur à Darmstadt (1927) où il peut programmer selon ses vœux. Malgré les moyens réduits du théâtre, outre Simon Boccanegra de Giuseppe Verdi, Parsifal de Wagner, Salomé de Richard Strauss et Boris Godounov de Modeste Moussorgski, ouvrant le théâtre au répertoire contemporain, il monte en première à Hambourg, la Judith d'Arthur Honegger, Jonny spielt auf d'Ernst Krenek, Sly de Wolf-Ferrari, Neues von Tage de Paul Hindemith et, en 1931, le Wozzeck d'Alban Berg sous la supervision du compositeur. 
En 1927, il épouse une cantatrice Thea Linhard (de).
C'est ensuite Hambourg qui le demande (1931), en succession du tchèque Egon Pollak, parti à Chicago. Il est nommé professeur, outre son poste de directeur de l'Opéra (General Music Director). Il rencontre Richard Strauss, début d'une collaboration artistique et d'une amitié qui se concrétise par la dédicace à Böhm de La Femme silencieuse (1935) et Daphné (1938).
Il dirige pour la première fois à Vienne en 1933 le Tristan à l'opéra et dirige également le Philharmonique (1936), orchestre dont il reste proche toute sa vie, s'efforçant de maintenir la tradition viennoise. Il a donné plus de 450 concerts et 550 opéras avec cette phalange, et quelque quarante tournées. Gerhart Hauptmann, prix Nobel de littérature, habitué de Bayreuth et ami de Nikisch, voit en lui l'interprète le plus fidèle de l'œuvre de Wagner. 

Pendant neuf années, dès 1934, avec le soutien de Strauss, il prend la tête du Semperoper de Dresde, succédant à Fritz Busch, qui a quitté l'Allemagne en mai 1933. Riche période où il relève pleinement le défi de succéder à Busch, par des créations mondiales. En 1935, il fait ses débuts avec l'Orchestre de Berlin, et, après une tournée à Londres en 1936, à Salzbourg dans Mozart, en 1938 (Don Giovanni) et y revient tous les ans.
Après la prise du pouvoir par les nazis, Karl Böhm, qui croit à la nouvelle Allemagne, « sans rien encourager, accepta tout », jusqu'à la fin de la Seconde Guerre mondiale. Il en conservera ensuite le remords. Il n’a cependant jamais été membre du Parti nazi,. Böhm résume sa position :

« Je n'ai jamais eu d'admiration que pour un parti, le parti de la musique. Mais je n'ai jamais eu, non plus, l'âme d'un héros. »

On note cependant certaines prises de positions lorsqu'il joue Mathis le peintre en janvier 1935, malgré l'interdit. À Dresde toujours, la liste des créations qu'il donne du répertoire symphonique non allemand avec la Staatskapelle (« Orchestre d'État » de Dresde), étonne : Hugo Alfvén, Henk Badings, Zoltan Kodaly, Leevi Madetoja, Francesco Malipiero, Serge Prokofiev, Miklós Rózsa, Albert Roussel, Joaquin Turina. En 1943, pour un an, il devient directeur musical de l’opéra d'État de Vienne, mettant l'accent sur les opéras de Verdi ; maison dont il sera de nouveau le maître pour deux saisons au début des années 1950. En 1944, il participe aux cérémonies du 80e anniversaire de Strauss.

### Seconde carrière

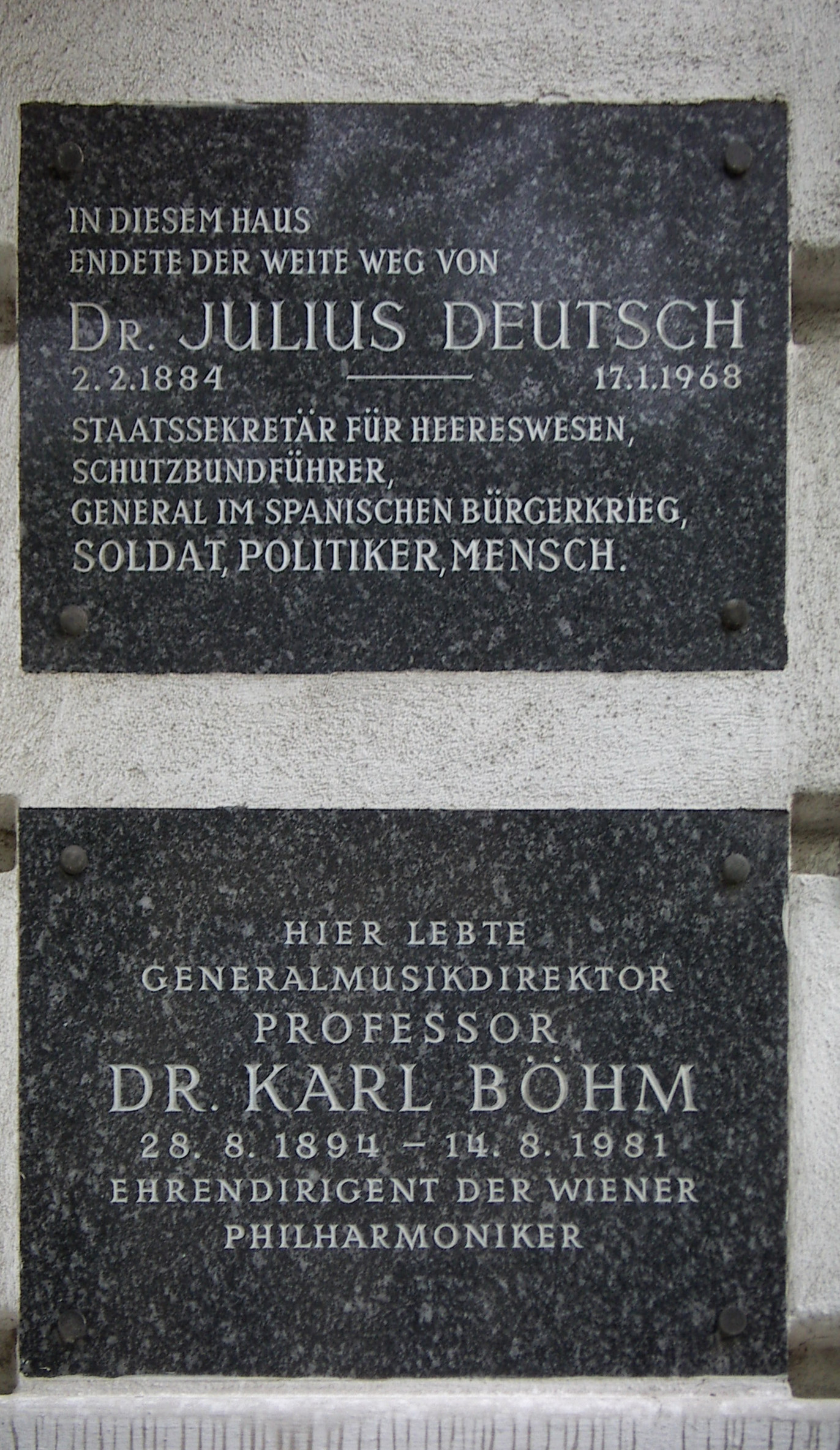
Plaque commémorative à Vienne.

Après la guerre et une période de trois années de mise à l'index, Böhm revient à Vienne dans Fidelio en 1947 et se distingue particulièrement comme chef d’orchestre à la tête de l’Orchestre philharmonique de Vienne et durant le Festival de Salzbourg. Dernier chef de sa génération à survivre, alors que disparaît en dix ans toute une génération de chefs d'orchestre : Busch, Kleiber, Krauss, Rosbaud, van Kempen, Furtwängler, Abendroth, Toscanini et Walter. Böhm pendant trente ans encore va accompagner l'évolution et tutoyer ses cadets, sans jamais dévier des principes qui ont guidé son parcours depuis Graz. En 1948, il dirige Don Giovanni à La Scala, puis à Paris avec le Philharmonique de Vienne en 1949.
Pour la saison 1950/53, il est invité au Teatro Colón de Buenos Aires et à Paris en 1952. Il monte Jenufa, Œdipus Rex et Wozzeck. En 1950 et 1956, il donne le Ring à Covent Garden à Londres. À Vienne, il redonne Fidelio en 1955, lorsqu'il est nommé à la tête du Staatsoper pour l'inauguration de l’édifice reconstruit, mais démissionne bientôt lorsqu'il est critiqué pour ses absences. Dès lors, il concentre son activité dans le triangle Vienne, Berlin, Salzbourg, en alternance avec les voyages de plus en plus nombreux. En 1956, il est invité par Fritz Reiner aux États-Unis. S'ensuivent nombre d'invitations au Metropolitan Opera de New York, notamment avec Don Giovanni en 1957,.

Il est connu et apprécié pour ses interprétations des symphonies de Mozart, Beethoven et Brahms. Ses lectures des symphonies de Schubert et d’Anton Bruckner font figure de référence. Il défendit les partitions originales de Bruckner dès qu'elles furent éditées. L'enregistrement de la Quatrième Symphonie en novembre 1973, avec l'Orchestre philharmonique de Vienne, chez Decca, fit l'objet des meilleures critiques. Deryck Cooke la salua par ces mots dans Gramophone : 

« Cette interprétation est vraiment à couper le souffle dans sa majesté sans précipitation, aussi ample que possible du début à la fin […], car Böhm a le don rare de pouvoir soutenir les tempi les plus larges de manière convaincante et magistrale. »

Pourtant Karl Böhm n'a enregistré que les 3e, 4e, 5e, 7e et 8e symphonies, seules la quatrième la septième et la huitième ayant bénéficié d'un second enregistrement. Bien que wagnérien, Böhm débarrasse Bruckner des scories dont l'affublent d'autres chefs.
Karl Böhm s’est également illustré dans la direction d’opéra, de Wolfgang Amadeus Mozart à Richard Strauss, en passant par Richard Wagner, dont il a ardemment défendu l’œuvre scénique, en particulier à Bayreuth à partir de 1962 (Tristan), Ring (1965-67, enregistré pour Philips) et chaque année jusqu'en 1970. Dans Mozart, son style se résume en : clarté, transparence, précision, délicatesse sans emphase et avancé énergique taillé dans une pâte épaisse aux cordes. Jugement que l'on peut transposer également pour ses Bruckner.
On doit rappeler qu'il vint à Orange dans le cadre des Chorégies. C'est sous sa direction que fut joué, le 7 juillet 1973, Tristan und Isolde de Richard Wagner, avec la soprano Birgit Nilson et le ténor Jon Vickers, qu'il avait précédemment enregistré à Bayreuth en 1966 (avec Nilson et Windgassen).
En tant qu'accompagnateur, Böhm a dirigé les plus grands instrumentistes du temps : Elly Ney, Wilhelm Backhaus, Christian Ferras, Maurizio Pollini.

Si certains ont souligné la précision rythmique de la direction de Karl Böhm (« Avec lui, on percevait toujours la valeur des notes », a dit de lui Christa Ludwig), d'autres ont pu contester une battue jugée excessivement « métronomique ». Alors que Marcel Prawy du Staatsoper de Vienne résume d'un trait : 

« Le vocabulaire utilisé pour caractériser les grands chefs est connu : ils dirigent de manière fascinante, extraordinaire, géniale. Karl Böhm dirige juste. »

Âgé de quatre-vingt-six ans, il se produit pour la dernière fois en public dans Les Noces de Figaro de Mozart, le 12 mars 1981, enregistre un Elektra filmé par Götz Friedrich, avant de s'éteindre à Salzbourg lors d'une répétition de l'œuvre de Strauss.

### Famille
Il est le père de l'acteur Karlheinz Böhm, connu notamment pour son rôle principal dans Le Voyeur (Peeping Tom) de Michael Powell (1960), mais surtout pour avoir joué dans les années 1950 le rôle de l'empereur François-Joseph dans la série des films Sissi avec Romy Schneider.
Il est le grand-père de la comédienne Katharina Böhm.

## Créations
- 1935 – La Femme silencieuse de Strauss
- 1938 – Daphné de Strauss
- 1940 – Romeo und Julia
- 1942 – Die Zauberinsel de Sutermeister
- 1943 – Concerto pour cor no 2 de Strauss
- 1953 – Le Procès de Gottfried von Einem

## Honneurs
Böhm a reçu plusieurs distinctions en Autriche, en Allemagne et en France.
- 1958 – Grande Décoration d'Honneur en argent Ordre du Mérite de la République d'Autriche
- 1960 – Grand-Croix du Mérite - Ordre du Mérite de la République fédérale d'Allemagne
- 1970 – Médaille pour la Science et les Arts (de) (Autriche)
- 1976 – Commandeur de l'Ordre national de la Légion d'honneur (France)

## Discographie sélective
Il laisse une grande quantité d'enregistrements commencés dès 1930, à la tête des plus grands orchestres européens, parmi lesquels l'Orchestre philharmonique de Vienne et Dresde. Les labels DG et Decca se sont partagé les enregistrements officiels, et Orfeo, Audite et Testament font paraître des bandes radio enregistrées à Salzbourg, Berlin et Munich. Les archives ont été publiées par notamment Tahra et le label Membran.

### Enregistrements historiques
- Beethoven, Concerto pour piano no 4 ; Concerto pour violon - Wilhelm Backhaus, piano ; Orchestre symphonique de la radio de Berlin ; Christian Ferras, violon ; Philharmonie de Berlin (concerts 9 octobre 1950 et 18 novembre 1951, Tahra Tah 448)
- Beethoven, Concerto pour piano no 5 « Empereur » - Elly Ney (12 avril 1944, Tahra Tah 444/446)
- Bruckner, Symphonie no 5 - Staatskapelle de Dresde (1936)
- Bruckner, Symphonie no 7 (4-5 juin 1944, Tahra Tah 444/446)
- Strauss, La femme sans ombre - Wiener Philharmoniker (novembre 1955, 3CD Decca 425 981-2)[22]
- Strauss, La femme sans ombre - Wiener Philharmoniker (concert 9 novembre 1955, 3CD Orfeo C 668 053 D)[23]

### Autres enregistrements
- Beethoven, Symphonie n° 9 en ré mineur op. 125 - Wiener Philharmoniker, Jessye Norman (soprano), Brigitte Fassbaender (contralto), Placido Domingo (ténor), Walter Berry (baryton) (1980, Deutsche Grammophon)
- Berg, Wozzeck et Lulu - Chœur & Orchestre de l'Opéra allemand de Berlin, Dietrich Fischer-Dieskau, Fritz Wunderlich, Evelyn Lear, Josef Greindl, Gerhard Stolze (1965/1968, Deutsche Grammophon)[24].
- Bruckner, Symphonie nos 3 et 4 - Wiener Philharmoniker (1971/1974, Decca)[25] (OCLC 659217857)
- Bruckner, Symphonie no 8 - Wiener Philharmoniker (1977, DG) (OCLC 715041857)
- Bruckner, Symphonie no 8 - Orchestre de la Tonhalle de Zurich (concert 4 juillet 1978, Palexa CD-0522)[26] (OCLC 48899598)
- Mozart, Die Zauberflöte - Berliner Philharmoniker (1964, 2CD Deutsche Grammophon 449749-2)
- Mozart, Requiem - Wiener Philharmoniker, Edith Mathis (soprano), Julia Hamari (contralto), Wiesław Ochman (ténor), Karl Ridderbusch (basse) (1971, Deutsche Grammophon)

### DVD
- Beethoven, Mozart, Brahms : Concerto pour piano nos 3 et 5, Concertos nos 19 et 23 - Pollini (Deutsche Grammophon)
- Mozart, Le Nozze di Figaro - Freni, Te Kanawa, Fischer-Dieskau ; réalisation : Jean-Pierre Ponnelle (1976, Deutsche Grammophon)
- Mozart, Enlèvement au sérail - Araiza, Gruberova, Grist ; réalisation : August Everding (1980, Deutsche Grammophon)
- Mozart, Requiem - Janowitz, Ludwig, Schreier (1971, Deutsche Grammophon)
- Johann Strauss, Die Fledermaus - Wiener Philharmoniker, Eberhard Wächter, Gundula Janowitz, Hölm, Windgassen (DG/Unitel)
- Strauss, Arianne à Naxos - Janowitz, Kollo, Berry ; réalisation Horant H. Hohlfeld (1978, Deutsche Grammophon)
- Strauss, Salome - Stratas, Weikl, Varnay ; réalisation : Götz Friedrich (1974, Deutsche Grammophon)

## Publications
- Rencontre avec Richard Strauss, 1964
- Avec Hans Weigel (trad. de l'allemand par Élisabeth Bouillon), Ma vie [« Ich erinnere mich ganz genau. Autobiographie »], Paris, Lattès, coll. « Musiques et musiciens », 1980 (1re éd. 1974), 214 p. (OCLC 48831991, BNF 34635723)

### Filmographie
- « Je me rappelle... » Dr. Karl Böhm, documentaire de 59 minutes, réalisé par Horant H. Hohfeld (production Unitel), 1994, présentation sur medici.tv